# Bataille de Bir Anzarane
Guerre du Sahara occidental
Batailles
La bataille de Bir Anzarane, livrée le 11 août 1979, est un affrontement militaire opposant la République arabe sahraouie démocratique ou plus simplement le Front Polisario, aux forces armées marocaines dans l'oasis de Bir Anzarane, au Sahara occidental revendiqué par les deux camps.

## Contexte
La province du Río de Oro, abandonnée par la Mauritanie le 5 août 1979, est en train d'être rattachée au Maroc. L'attaque aurait eu pour but de permettre au Polisario l'accès à cette province, et notamment Dakhla.

## Déroulement
La colonne indépendantiste est formée par 2 500 à 3 000 combattants et 500 véhicules, dont des blindés légers BRDM-2, des lance-roquettes multiples BM-13 et des véhicules tout-terrain équipés de canons sans recul de 106 mm, de mitrailleuses lourdes de 14,5 ou de canons de 20 mm.
La garnison de Bir Anzarane, dirigée par le chef de bataillon Ali Mzerd Ouzine, est constituée de 800 hommes du 3e régiment d'infanterie motorisée, soit deux bataillons. 
Les combats ont duré de 6 h 30 à 16 h. L'aviation marocaine (3 chasseurs F-5A) serait intervenue en soutien dès 8 h 30. Des affrontements à l'arme blanche auraient eu lieu dans certaines positions. Vers midi, une contre-attaque menée par les AML-90 marocaines bloque une attaque en tenailles des forces mobiles du Polisario. Les attaques des indépendantistes baissent alors en intensité, puis cessent complètement. Banna Ould Baha, chef de la 4e région militaire du Polisario, est blessé pendant les combats.
Le 6e régiment d'infanterie motorisée de l'armée marocaine, sous les ordres du lieutenant colonel Mohamed Ghoujdami, est appelé en renfort mais arrive à la fin des combats[réf. à confirmer].

## Bilan et conséquences
Si le Maroc déplore 125 morts, les pertes du Polisario seraient beaucoup plus lourdes avec plus de 500 tués et 60 véhicules détruits selon les annonces du roi Hassan II. Un journaliste venu sur les lieux mentionne la présence sur place de 50 tués et de 4 véhicules détruits parmi le Polisario. Le Polisario revendique « plus de deux cents morts » et 175 prisonniers parmi les Marocains. Un membre du Congrès américain,  Stephen Solarz (en), a pu rencontrer une centaine de prisonniers faits pendant la bataille.
Les indépendantistes capturent également du matériel. Seuls 13 corps de combattants du Polisario sont restés sur le terrain.
Le chef de la garnison, le commandant Ali Mzerd Ouzine, est nommé au grade de lieutenant-colonel après la bataille.

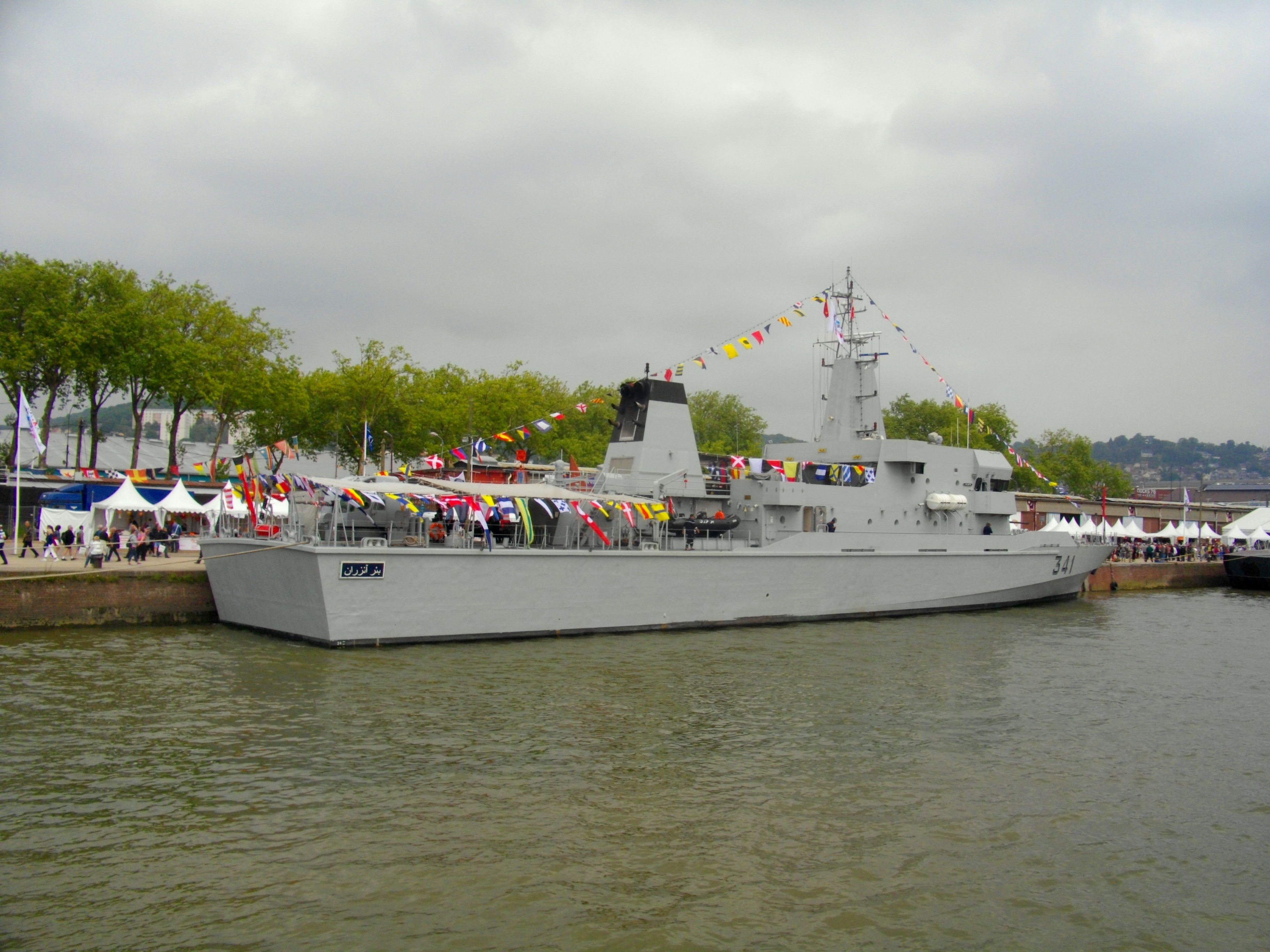
Le patrouilleur marocain Bir Anzarane à Rouen en 2013

La marine royale marocaine a donné le nom de cette bataille au patrouilleur Bir Anzarane (OVP70), entré en service en 2011.

### Sources bibliographiques
1. 1 2 3 4  Clodfelter, p. 555.
2. ↑  Tobji, p. 37.
3. ↑  Merini, p. 434.